# Tylototriton wenxianensis
Espèce
Synonymes
- Tylototriton asperrimus wenxianensis Fei, Ye & Yang, 1984
- Tylototriton asperrimus pingwuensis Deng & Yu, 1984

Statut de conservation UICN

 VU B2ab(iii) : Vulnérable
Tylototriton wenxianensis est une espèce d'urodèles de la famille des Salamandridae.

## Répartition
Cette espèce est endémique de République populaire de Chine. Elle se rencontre entre 650 et 2 500 m d'altitude au Gansu, au Sichuan, au Guizhou, au Hunan, au Jiangxi et au Anhui.

## Étymologie
Son nom d'espèce, composé de wenxian et du suffixe latin -ensis, « qui vit dans, qui habite », lui a été donné en référence au lieu de sa découverte, le xian de Wen.

## Publication originale
- Fei, Ye & Yang, 1984 : A new species and subspecies of the genus Tylototriton (Caudata: Salamandridae). Acta Zoologica Sinica, vol. 30, p. 85-91.